# Солунска многопрофилна болница „Хипократ“
Солунска многопрофилна болница „Хипократ“ (на гръцки: Γενικό Νοσοκομείο Θεσσαλονίκης „Ιπποκράτειο“) е държавна болница в македонския град Солун, Гърция, разположена на улица „Константинуполис“ № 49. Днешната болница е резултат на сливането в 1983 година на бившата болница „Хипократ“, която тогава има 233 легла, и болницата „Света София“, която тогава има 390 легла. От сливането до 1985 година новата болница разполага с 623 легла и до 1986 разполага вече с 910 легла.

## История
Неокласическата сграда, в която днес се помещава Солунска многопрофилна болница „Хипократ“, е построена по проект от видния италиански архитект Пиеро Аригони в 1904 година като болница „Хирш“. Болницата „Хирш“ работи до 1941 година, когато по време на германската окупация в Гърция сградата на болницата е използвана за нуждите на германската армия. След края на окупацията сградата се използва от британската армия, а след това до 1950 година сградата е използвана и от Червения кръст в Гърция. След това в нея се мести Народната болница, която дотогава работи на ул. „Олимп 13“ (складовете на Христофидис). Народната болница е наследник на основаната по време на германската окупация Втора инфекциозна болница със 100 легла и на наследника ѝ Солунска болница по патология с 200 легла.
В 1951 година болницата е прехвърлена от еврейската община на гръцката община. В 1962 година е прекръстена на многопрофилна болница „Хипократ“ и има 5 клиники с 220 легла – патология, хирургия, офталмология, урология, УНГ – 2 лаборатории и аптека. Така работи до сливането си със „Света София“ и превръщането ѝ в днешната болница.
В края на XIX и началото на XX век е построена болница от руската общност в Солун за посрещане на нейните нужди, която става известна като Руската болница, но официално се казва „Света София“. Тя се намира между другите две болници „Теагениос“ и „Хирш“. След Руската революция в 1917 година, сградата е изоставена от руснаците и се използва за болница за гръцките бежанци от Русия. В 1939 година е прекръстена на Общинска акушеро-гинекология. В 1947 година в нея се установява и акушерско училище. След десет години с усилията на Медицинския факултет на Солунския университет и на студентите по медицина, до болницата „Хипократ“ се основава нова обща болница. В 1975 година там е прехвърлена Общинската акушеро-гинекология и в 1977 година е прекръстена на Многопрофилна болница „Света София“.

### Сливане в 1983 година
В 1983 година двете многопрофилни болници „Хипократ“ и „Света София“ се сливат и достигат капацитет от 626 легла. В 1985 година акушерското училище се премества и в сградата му се формира ново болнично отделение и така леглата стават 806. Сливането им се налага от нуждата от създаване на по-широкоспециализирана многопрофилна болница. Така при сливането на областите, които двете болници покриват, се основава многопрофилна болница за първична, вторична и третична медицинска помощ.
Днес Многопрофилната болница в Солун „Хипократ“ е една от най-големите болници в Гърция и на Балканите. Той е включен в Националната здравна система, под управлението на Четвърта здравна област Македония и Тракия.